# Bogačevo
Bogačevo falu Horvátországban Kapronca-Kőrös megyében. Közigazgatásilag  Sveti Petar Orehovechez tartozik.

## Fekvése
Kőröstől 12 km-re északnyugatra, községközpontjától 2 km-re  nyugatra a Kemléki-hegység lejtőin fekszik.

## Története
Kicsiny birtokát 1416 elején említik először. Nevét egykori birtokosairól a kisnemesi Bogáth családról (Bogachyoczy, Bogač) kapta. A 18. század közepén a Magdalenich család tulajdonában volt, majd a Fodróczyaké egészen a 20. század második feléig. Itt állt egykor az erdélyi eredetű Fodróczy család klasszicista kúriája, mára elpusztult. 
A falunak 1857-ben 82, 1910-ben 117 lakosa volt. Trianonig Belovár-Kőrös vármegye Körösi járásához tartozott. 2001-ben 103 lakosa volt.